# Jolanda Neff
Jolanda Neff (n. 5 ianuarie 1993, St. Gallen, Cantonul St. Gallen, Elveția) este o ciclistă elvețiană, medaliată olimpică. A participat la 2 ediții ale Jocurilor Olimpice (2016, 2020) în care a câștigat o medalie de aur.